# Aptychella tenuiramea
Aptychella tenuiramea är en bladmossart som beskrevs av Pierre Tixier 1977. Aptychella tenuiramea ingår i släktet Aptychella och familjen Sematophyllaceae. Inga underarter finns listade i Catalogue of Life.